# Јетропоље
Јетропоље (буг. Етрополе) град је у Републици Бугарској, у средишњем делу земље. Град са околним селима чини истоимену општину Јетропоље у оквиру Софијске области.

## Географија
Град Јетропоље се налази у средишњем делу Бугарске. Од престонице Софије Јетропоље је удаљен 80 km североисточно.
Град се сместио на приближно 620 m н. в. у области средишње Старе Планине. ККоз град протиче речица Мали Искар.
Клима у граду је континентална са утицајем планинске климе због велике надморске висине.

## Историја
Окружење Јетропоља је насељено још у време Трачана. Касније тога овим простором владају стари Рим, Византија, средњовековна Бугарска, Османско царство.
Турци Османлије освајају област Јетропоља крајем 14. века. Јетропоље је припојено нонооснованој држави Бугарској 1878. године. Насеље није имало већи значај до средине 20. века, када се почело ширити и урбанизовати услед ширења утицаја града Софије.

## Становништво
По проценама из 2010. године град Јетропоље имало је око 11.500 становника. Већина градског становништва су етнички Бугари. Остатак су махом Роми. Последњих 20-ак година град губи становништво.
Већинска вероисповест становништва је православна.

## Галерија
- Здање општине
- Јетропољски манастир
- Зграда суда
- Градски историјски музеј